# Chaumont (Waals-Brabant)
Chaumont is een dorp in Chaumont-Gistoux, deelgemeente van de gelijknamige gemeente in de Belgische provincie Waals-Brabant.
Chaumont ligt in het zuidoostelijke deel van deelgemeente Chaumont-Gistoux. Net ten zuiden ligt het gehucht Somville, dat tegenwoordig met het dorpscentrum van Chaumont is vergroeid.

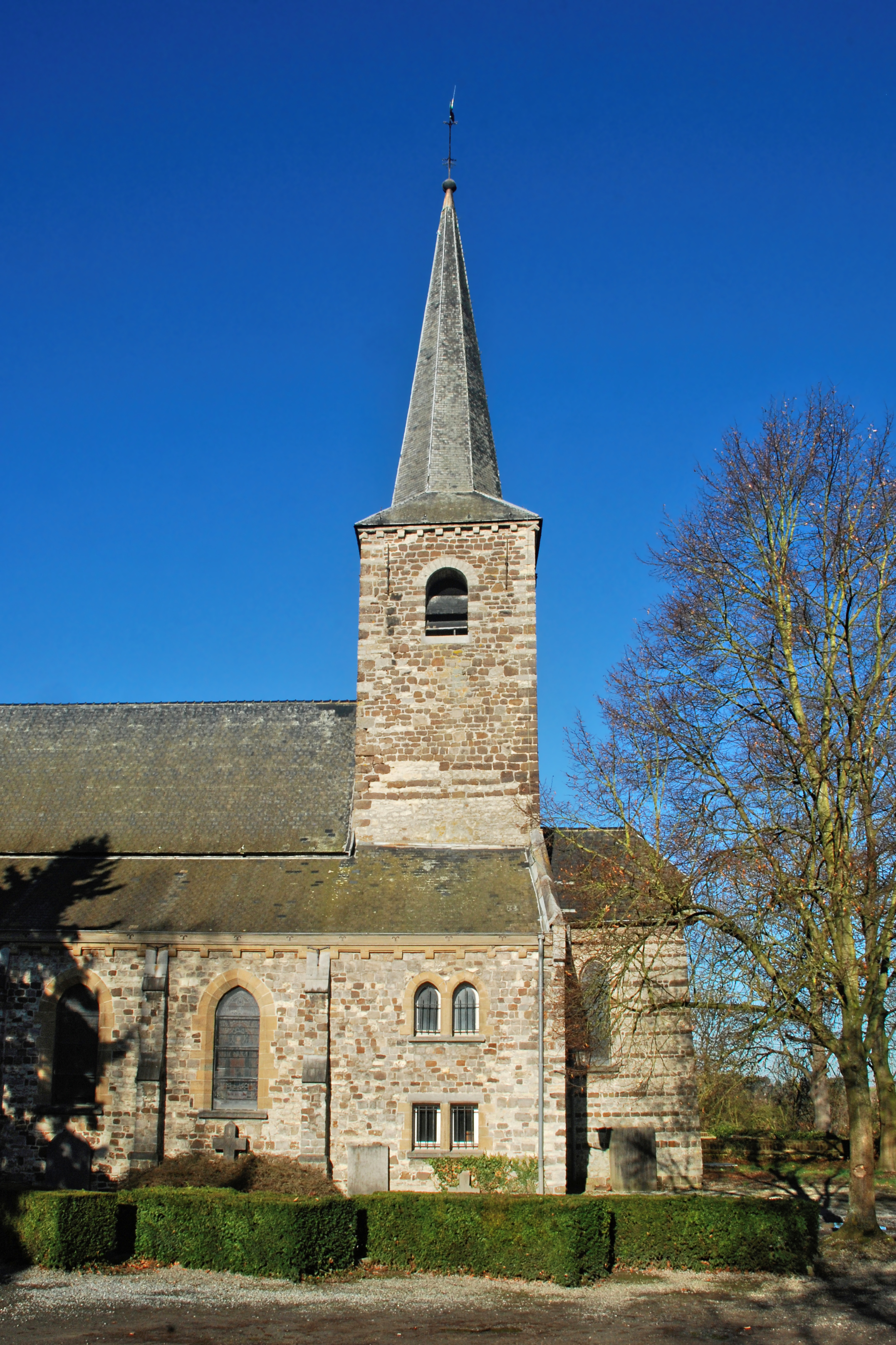
Église Saint-Bavon

## Geschiedenis
In de 11de eeuw was Chaumont een heerlijkheid van de prins-bisschop van Luik. Het dorp lag samen het nabijgelegen gehucht Gistoux tot het eind van het ancien régime in een enclave van het Prinsbisdom Luik, terwijl de omliggende dorpen tot het Hertogdom Brabant hoorden.
Op het eind van het ancien régime, toen onder de Franse bezetting op het eind van de 18de eeuw de gemeenten werden gecreëerd, werd Chaumont met Gistoux in de gemeente Chaumont-Gistoux ondergebracht.

## Bezienswaardigheden
- De Sint-Bavokerk (Église Saint-Bavon) heeft een koor en een toren voor dit koor in romaans-gotische stijl van midden 1de3e eeuw. Het schip en de zijbeuken werden in 1912-1913 herbouwd in neogotische stijl.

## Natuur en landschap
Ten noorden van Chaumont bevindt zich het Réserve naturelle domaniale de la Champt'aine. De hoogte aan de kerk bedraagt 121 meter.

## Nabijgelegen kernen
Gistoux, Longueville, Sart-Risbart, Tourinnes-les-Ourdons
Deelgemeenten: Bonlez · Chaumont-Gistoux · Corroy-le-Grand · Dion-le-Mont · Dion-le-Val · Longueville

Overige plaatsen: Arnelle · Bas-Bonlez · Brocsous · Les Bruyères · Champtaine · Chaumont · Gistoux · Grippelotte · Inchebroux · Laid Burniau · Louvrange · Manypré · Ocquière · Roblet · Somville · Vieusart

Belgische gemeenten · Arrondissement Nijvel · Waals-Brabant · Wallonië